# ビギンの一五一会
『ビギンの一五一会』（ビギンのいちごいちえ）は、BEGINのカバー・アルバム。2003年7月24日発売。発売元は、インペリアル・レコード。2006年6月21日にはカセットテープでも発売された。

## 解説
BEGINのメンバーが開発した楽器 "一五一会" をフィーチャーしたアルバムで、3ヶ月連続リリースの第1弾。本作品では自身のオリジナル楽曲を、一五一会の演奏でセルフカヴァー。本作発売時の最新シングル「その時生まれたもの」（2003.6.18）も一五一会バージョンで収録。そのシングルにはアルバム『音楽旅団II』（1997.6.21）収録楽曲「Smile」の一五一会バージョンが収録（本作には未収録）。ポスター型歌詞カードには一五一会を弾く際のコードも掲載。

## 収録曲
全作詞・作曲・編曲：BEGIN（特記以外）
- すべて一五一会バージョン

1. 涙そうそう
  - 作詞：森山良子
2. 海の唄
3. 声のおまもりください
  - 作詞：一倉宏・田代五月
4. 恋しくて
5. 防波堤で見た景色
6. この街はなれて
7. その時生まれたもの
8. 島人ぬ宝

## 原曲
- 涙そうそう - 2000年3月21日発売のシングルA面曲。
- 海の唄 - シングル「Birthday Song」（1997.5.21）カップリング曲。
- 声のおまもりください - 1996年7月6日発売のシングルA面曲。アステルCMソング。
- 恋しくて - 1990年3月21日発売のシングルA面曲。日産自動車CMソング。
- 防波堤で見た景色 - 1998年8月12日発売のシングルA面曲。アルバム『Tokyo Ocean』（1998.6.24）からのシングルカット。
- この街はなれて - 1992年12月2日発売の4thアルバム『THE ROOTS』収録曲。
- その時生まれたもの - 2003年6月18日発売のシングルA面曲。沖縄電力30周年記念イメージソング。
- 島人ぬ宝 - 2002年5月22日発売のシングルA面曲。NHK沖縄「沖縄本土復帰」30周年イメージソング。